# Halt im Gedächtnis Jesum Christ, BWV 67

La incredulidad de Santo Tomás de Caravaggio.

Halt im Gedächtnis Jesum Christ, BWV 67 (Recuerda a Jesucristo) es una cantata de iglesia escrita por Johann Sebastian Bach en Leipzig para el primer domingo después de Pascua y estrenada el 16 de abril de 1724.

## Historia
Bach compuso esta obra durante su primer año como Thomaskantor en Leipzig para el primer domingo después de Pascua conocido como Quasimodogeniti. Ese mismo año interpretó su Pasión según San Juan, BWV 245. La cantata fue interpretada por primera vez el 16 de abril de 1724.

## Análisis

### Texto
Las lecturas establecidas para ese día eran de la primera epístola de Juan, "nuestra fe es la victoria" (1 Juan 5:4-10), y del evangelio según San Juan la aparición de Jesús ante sus discípulos, primero sin que estuviese Tomás entre ellos y después con él (Juan 20:19-31).
El poeta desconocido comienza con un verso de la segunda epístola a Timoteo, "Acuérdate de Jesucristo... resucitó de los muertos" (2 Timoteo 2:8). El poesta ve a Tomás similar al cristiano dudoso en general cuyo corazón no está en paz. El centro de la cantata es el himno de Pascua "Erschienen ist der herrlich Tag" (Ha llegado el glorioso día) escrito por Nikolaus Herman en 1560, alabando el día de la resurrección. En contraste el movimiento 5 recuerda el peligro de los enemigos, hasta que en el movimiento 6 Jesús aparece ante sus discípulos en Jerusalén, trayendo finalmente la paz. La línea "Friede sei mit euch" (La paz sea con vosotros) se repite cuatro veces, enmarcando tres estrofas de un poema. El coral de cierre es la primera estrofa de "Du Friedefürst, Herr Jesu Christ" (Tú Príncipe de la Paz, Señor Jesucristo) escrito por Jakob Ebert en 1601.

### Instrumentación
La obra está escrita para tres voces solistas (alto, tenor y bajo), un coro a cuatro voces; corno da tirarsi, flauto traverso, dos oboes d'amore, dos violines, viola y bajo continuo. El corno da tirarsi es una trompa natural de varas que Bach orquestó por un breve periodo.

### Estructura
Consta de siete movimientos.
1. Coro: Halt im Gedächtnis Jesum Christ
2. Aria (tenor): Mein Jesus ist erstanden
3. Recitativo (alto): Mein Jesu, heißest du des Todes Gift
4. Coral: Erschienen ist der herrlich Tag
5. Recitativo (alto):  Doch scheinet fast
6. Aria (bajo): Friede sei mit euch
7. Coral: Du Friedefürst, Herr Jesu Christ

El coro de apertura refleja el contraste entre esperanza y resurrección contra el recuerdo y la duda simultáneos, que está presente a lo largo de toda la cantata. El coro se estructura simétricamente en siete secciones. Empieza con una sinfonía instrumental de todos los instrumentos, la trompa introduce un tema que representa el recuerdo con una melodía que se asemeja a la melodía del coral "O Lamm Gottes, unschuldig". Bach utilizaría más tarde esta melodía como cantus firmus en el movimiento inicial de su Pasión según San Mateo, BWV 244. Por tanto Bach alude a la idea de que Jesús sufrió siendo inocente por los "pecados del mundo" antes de resucitar. En la segunda sección, esta melodía es cantada por las sopranos, mientras las voces graves subrayan la palabra "Halt" (sostener) mediante varios acordes homofónicos. En la tercera sección, las sopranos repiten la melodía en una fuga, mientras las altos cantan simultáneamente un contrasujeto que se eleva en rápido movimiento más de una octava, ilustrando la resurrección. La cuarta sección es una repetición de la sinfonía añadiendo las voces, después una variación de las secciones 2 a 4 seguida de las secciones 5 a 7.
El aria para tenor Mein Jesus ist erstanden (Mi Jesús ha resucitado) va acompañada por un oboe d'amore obbligato. El tema es presentado en el inicio por la cuerda y después tomado por la voz, ilustrando la palabra "auferstanden" mediante una escala ascendente. El coral de Pascua "Erschienen ist der herrlich Tag" marca el centro de la composición. En simetría, es enmarcado por dos recitativos de alto, siendo el segundo una repetición del primero.
La idea de un cantante solista alternándose con el coro se extiende en el siguiente movimiento, el aria de bajo con coro Friede sei mit euch (La paz sea con vosotros). Una introducción de la cuerda representa mediante agitados pasajes en forte y compás de 4/4 el ataque de los enemigos. John Eliot Gardiner lo describe como "una dramática escena en la que la cuerda desarrolla una tormenta para ilustrar la furia de los enemigos del alma". En agudo contraste el bajo como vox Christi o voz de Cristo canta el saludo de Jesús en el versículo 19 del evangelio: "La paz sea con vosotros", tres veces, acompañado por los instrumentos de viento madera en ritmo con puntillo en compás de 3/4, marcado como piano.
El musicólogo Julian Mincham describe la música como un sereno "ritmo suave, oscilante, casi como una cuna crear una atmósfera perfecta de pacífica contemplación". Las voces agudas del coro sin los bajos contestan a la música de la introducción, viendo a Jesús como la ayuda en la batalla ("hilft uns kämpfen und die Wut der Feinde dämpfen"). El saludo y la respuesta se repite dos veces más en dos estrofas del poema, reflejando el fortalecimiento de los fatigados de espíritu y cuerpo ("erquicket in uns Müden Geist und Leib zugleich"), y finalmente la superación la muerte ("durch den Tod hindurch zu dringen"). La cuarta aparición de "La paz sea con vosotros" va acompañada por el viento madera y la cuerda, y finalmente se alcanza la paz. Klaus Hofmann describe el movimiento como una "escena operística" y continua señalando que "Bach recurre a medios no convencionales; se muestra a sí mismo como un dramaturgo musical y, en el proceso, subraya el elemento de contraste: se comenta sobre las palabras de los creyentes con, tumultuosas agitadas figuras en la cuerda, mientras el saludo de paz de Jesús suena calmado y majestuoso, incrustado en sonoridades pastorales de viento". Bach adaptó su movimiento para el Gloria de su Misa en la mayor, BWV 234. 
El coral de cierre es un arreglo a cuatro voces.

## Discografía selecta
De esta pieza se han realizado una serie de grabaciones entre las que destacan las siguientes.
- 1931 – Historic Bach cantatas. Karl Straube, Thomanerchor, Gewandhausorchester, Dorothea Schröder, Hans Lißmann (Bach Archiv Leipzig)
- 1949 – Bach: Cantatas No. 67 & 11, from cantata No. 147. Reginald Jacques, The Cantata Singers, The Jacques Orchestra, Kathleen Ferrier, William Herbert, William Parsons (London, Decca Ace of Clubs)
- 1954 – Bach Made in Germany Vol. 1: Cantatas IV. Günther Ramin, Thomanerchor, Gewandhausorchester, Gertrud Wagner, Gert Lutze, Johannes Oettel (Eterna)
- 1958 – J.S. Bach: Cantatas BWV 67, 108 & 127. Karl Richter, Münchener Bach-Chor, Bayerisches Staatsorchester, Lilian Benningsen, Peter Pears, Kieth Engen (Teldec)
- 1960 – Les Grandes Cantates de J.S. Bach Vol. 7. Fritz Werner, Heinrich-Schütz-Chor Heilbronn, Pforzheim Chamber Orchestra, Marga Höffgen, Helmut Krebs, Franz Kelch (Erato)
- 1968 – Ansermet conducts Bach Cantatas No. 130, 67, 101. Ernest Ansermet, Chœur Pro Arte de Lausanne, L'Orchestre de la Suisse Romande, Helen Watts, Werner Krenn, Tom Krause (Decca)
- 1974 – J.S. Bach Kantaten Ostern. Karl Richter, Münchener Bach-Chor, Anna Reynolds, Peter Schreier, Dietrich Fischer-Dieskau (Archiv Produktion)
- 1976 – J.S. Bach: Das Kantatenwerk Vol. 4. Gustav Leonhardt, Knabenchor Hannover, Collegium Vocale Gent, Leonhardt-Consort, Paul Esswood, Kurt Equiluz, Max van Egmond (Teldec)
- 1997 – J.S. Bach: Complete Cantatas Vol. 7. Ton Koopman, Amsterdam Baroque Orchestra & Choir, Elisabeth von Magnus, Gerd Türk, Klaus Mertens (Antoine Marchand)
- 1998 – Lecture Concerts: New Recordings Cantatas. Helmuth Rilling, Gächinger Kantorei, Bach-Collegium Stuttgart, Ingeborg Danz, James Taylor, Michael Volle (Hänssler)
- 2000 – Bach Cantatas Vol. 23. John Eliot Gardiner, Monteverdi Choir, English Baroque Soloists, Daniel Taylor, Charles Daniels, Stephen Varcoe (Soli Deo Gloria)
- 2001 – J.S. Bach: Cantatas Vol. 18 BWV 66, 67, 134. Masaaki Suzuki, Bach Collegium Japan, Robin Blaze, Makoto Sakurada, Peter Kooy (BIS)
- 2008 – J.S. Bach: Cantatas for the Complete Liturgical Year Vol. 11. Sigiswald Kuijken, La Petite Bande, Gerlinde Sämann, Petra Noskaiová, Christoph Genz, Jan van der Crabben (Accent)